# Tim Heed
Tim Heed (* 27. Januar 1991 in Göteborg) ist ein schwedischer Eishockeyspieler, der seit Juli 2022 beim HC Ambrì-Piotta aus der Schweizer National League unter Vertrag steht und dort auf der Position des Verteidigers spielt. Sein Vater Jonas Heed war ebenfalls ein professioneller Eishockeyspieler.

## Karriere
Tim Heed begann seine Karriere als Eishockeyspieler in der Nachwuchsabteilung des Södertälje SK – allerdings als Stürmer. Für dessen Profimannschaft gab der Verteidiger in der Saison 2009/10 sein Debüt in der Elitserien. In seinem Rookiejahr erzielte er in 27 Spielen ein Tor und gab neun Vorlagen. Nach dem vorletzten Platz in der Hauptrunde gelang ihm mit seiner Mannschaft in der Kvalserien der Klassenerhalt. Zu diesem trug er mit vier Vorlagen in zehn Spielen bei. Anschließend wurde der schwedische Junioren-Nationalspieler im NHL Entry Draft 2010 in der fünften Runde als insgesamt 132. Spieler von den Anaheim Ducks ausgewählt. In der Saison 2010/11 spielte er in der Hauptrunde größtenteils als Leihspieler für die Växjö Lakers in der HockeyAllsvenskan, der zweiten schwedischen Spielklasse. In der Kvalserien stieg er mit Södertälje SK in die zweite Liga ab.
Zur Saison 2011/12 schloss sich Heed dem schwedischen Zweitligisten Malmö Redhawks an. Nach Saisonende unterzeichnete er zunächst einen Vertrag bei den Växjö Lakers, die 2011 in die Elitserien aufgestiegen waren. Wenige Wochen später erhielt er zudem einen NHL-Einstiegsvertrag von den Anaheim Ducks, wurde aber für die Saison 2012/13 an die Lakers ausgeliehen, die ihn jedoch kurze Zeit später an den VIK Västerås HK ausliehen. Im Sommer 2013 wurde der Leihvertrag an Skellefteå AIK übertragen, mit dem Heed Schwedischer Meister wurde. Zur folgenden Spielzeit wurde er fest verpflichtet. Heed zahlte das Vertrauen mit 37 Scorerpunkten in 50 Einsätzen zurück, was ihm am Saisonende die Salming Trophy als bester Verteidiger der Liga bescherte. Zudem wurde er mit Skellefteå Vizemeister. Diesen Erfolg wiederholte die Mannschaft mit Heed auch im folgenden Jahr.
Nach der Saison 2015/16 entschloss sich der Abwehrspieler zu einem Wechsel nach Nordamerika und unterzeichnete einen Einjahresvertrag bei den San Jose Sharks aus der National Hockey League. Dort verbrachte er die erste Saisonhälfte ausschließlich im Farmteam der Sharks, den San Jose Barracuda, in der American Hockey League. Nachdem er in den ersten 28 Einsätzen bis Anfang Januar 2017 auf 31 Scorerpunkte gekommen und die Defensive der San Jose Sharks von diversen Verletzungen geplagt war, wurde Heed erstmals in den NHL-Kader San Joses berufen. Am 11. Januar feierte er dort schließlich sein Debüt. Den Rest der Spielzeit verbrachte er allerdings in der AHL und wurde dort am Ende der Saison ins Second All-Star Team berufen. Anschließend etablierte er sich im NHL-Aufgebot der Sharks.
Nach vier Jahren in Nordamerika kehrte Heed nach Europa zurück, indem er sich im August 2020 dem HC Lugano aus der Schweizer National League anschloss. Dort verbrachte er ebenso eine Spielzeit wie in der folgenden Saison beim HK Spartak Moskau aus der Kontinentalen Hockey-Liga (KHL). Im Juli 2022 kehrte der Schwede in die Schweiz zurück, wo er beim Nationalligisten HC Ambrì-Piotta anheuerte.

### International
Für die U19- und U20-Junioren Schwedens bestritt Heed 2009 und 2010 diverse Freundschaftsspiele. Zudem kam er zwischen 2014 und 2016 für Schweden bei den Turnieren der Euro Hockey Tour zum Einsatz. Mit der Weltmeisterschaft 2024, bei der die Schweden die Bronzemedaille gewannen, absolvierte der Verteidiger sein erstes großes, internationales Turnier.

## Erfolge und Auszeichnungen
| - 2014 Schwedischer Meister mit Skellefteå AIK - 2015 Schwedischer Vizemeister mit Skellefteå AIK - 2015 Salming Trophy | - 2016 Schwedischer Vizemeister mit Skellefteå AIK - 2017 AHL Second All-Star Team - 2022 Spengler-Cup-Gewinn mit dem HC Ambrì-Piotta |

### International
- 2024 Bronzemedaille bei der Weltmeisterschaft

## Karrierestatistik
Stand: Ende der Saison 2024/25

### International
Vertrat Schweden bei:
- Weltmeisterschaft 2024

(Legende zur Spielerstatistik: Sp oder GP = absolvierte Spiele; T oder G = erzielte Tore; V oder A = erzielte Assists; Pkt oder Pts = erzielte Scorerpunkte; SM oder PIM = erhaltene Strafminuten; +/− = Plus/Minus-Bilanz; PP = erzielte Überzahltore; SH = erzielte Unterzahltore; GW = erzielte Siegtore; 1 Play-downs/Relegation; Kursiv: Statistik nicht vollständig)